# 96e division d'infanterie (Empire allemand)
Pour les articles homonymes, voir 96e division.
La 96e division d'infanterie est une unité de l'armée allemande créée en 1917 qui participe à la Première Guerre mondiale. La division combat en Galicie au cours de l'été 1917, puis elle est transférée sur le front de l'ouest et occupe un secteur calme à la limite de la Lorraine et l'Alsace. Après la signature de l'armistice, la division est rappelée en Allemagne et dissoute l'année suivante.

## Première Guerre mondiale

### Composition

#### 1917
- 106e brigade d'infanterie

244e régiment d'infanterie de réserve
102e régiment de Landwehr
40e régiment d'ersatz
- 4e escadron du 18e régiment de hussards
- 140e commandement divisionnaire d'artillerie

32e régiment d'artillerie de campagne de réserve

#### 1918
- 177e brigade d'infanterie

244e régiment d'infanterie de réserve
102e régiment de Landwehr
40e régiment d'ersatz
- 4e escadron du 18e régiment de hussards
- 140e commandement divisionnaire d'artillerie

53e régiment d'artillerie de campagne de réserve
21e régiment d'artillerie à pied de Landwehr (1re et 6e batterie)

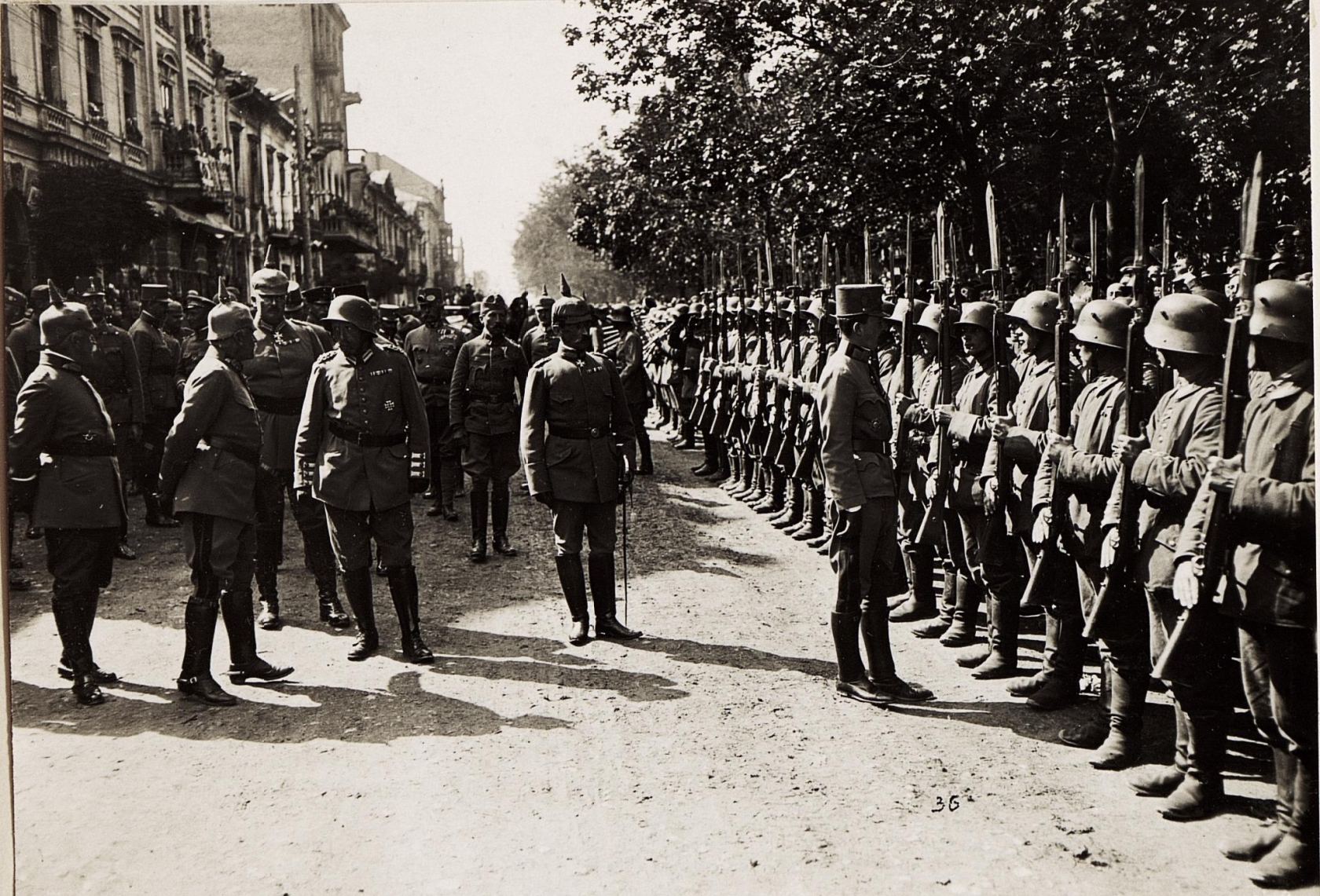
L'empereur Charles Ier d'Autriche passant en revue les troupes allemandes après la reprise de Ternopil, 30 juillet 1917.

- 219e bataillon de pionniers

### Historique
La division est formée par le 244e régiment d'infanterie de réserve issu de la 215e division d'infanterie, du 40e régiment d'ersatz issu de la 19e division de remplacement et du 102e régiment de Landwehr issu de la 82e division de réserve.

#### 1917
- en juillet, la division est stationnée dans la région de Zboriv. Après l'attaque russe de l'offensive Kerenski, la division est engagée dans la contre-attaque le long de la voie ferrée de Berejany à Ternopil (offensive de Ternopil (de)) et progresse au-delà de la frontière entre la Russie et la Galicie.
- août 1917 - février 1918 : organisation et occupation d'un secteur du front dans la région de Houssiatyn. En décembre 1917, de nombreux hommes de la division sont envoyés renforcer la 241e division d'infanterie[1].

#### 1918
- mars - 11 novembre : la division est transférée sur le front de l'ouest, puis occupe un secteur calme du front vers Blâmont[2]. Après la signature de l'armistice, la division est transférée en Allemagne et dissoute au cours de l'année 1919.

## Chefs de corps
| Grade        | Nom                      | Date                      |
| ------------ | ------------------------ | ------------------------- |
| Generalmajor | Friedrich von der Decken | 3 mai 1917 - janvier 1919 |